# Климиха (деревня)
Климиха — деревня в Ординском муниципальном округе Пермского края России.

## История
Известна под современным названием с 1777 года. В период с 1911 по 1938 годы являлось селом. До 2019 года входила в состав ныне упразднённого Красноясыльского сельского поселения Ординского района.

## География
Деревня находится в юго-восточной части края, в пределах Уфимского плоскогорья, на расстоянии приблизительно 9 километров (по прямой) к юго-западу от села Орды, административного центра округа. Абсолютная высота — 189 метров над уровнем моря.
Климат
Климат характеризуется как континентальный, с продолжительной многоснежной холодной зимой и коротким тёплым летом. Средняя многолетняя температура самого холодного месяца (января) составляет −17,3 °С (абсолютный минимум — −50 °С), температура самого тёплого (июля) — 24,8 °С (абсолютный максимум — 38 °С). Среднегодовое количество осадков — 470—500 мм.

## Население
| 2010 |
| ---- |
| 100  |

Половой состав
По данным Всероссийской переписи населения 2010 года в половой структуре населения мужчины составляли 51 %, женщины — соответственно 49 %.
Национальный состав
Согласно результатам переписи 2002 года, в национальной структуре населения русские составляли 98 % из 147 чел.